# Hèrcules es torna boig
Hèrcules es torna boig (títol original: Hercules in New York) és una pel·lícula d'aventures fantàstiques estatunidenca dirigida per Arthur Allan Seidelman, avui conegut principalment per haver estat la pel·lícula en la qual Arnold Schwarzenegger va tenir el seu primer paper al cinema, el 1969. Ha estat doblada al català.

## Argument
Hèrcules l'avorreix la seva vida a l'Olimp i li demana a Zeus, el seu pare, que el deixi passar unes vacances a la Terra. Zeus es nega, però un accident el fa acabar a Nova York. La seva inexperiència amb la civilització i la seva arrogància li causen molts problemes, fins que la filla d'un professor l'ajuda a adaptar-se. El dolent és que comença a agradar-li la vida entre els mortals i desitja quedar-se més temps, fins i tot quan el seu pare envia Némesis a castigar-lo.

## Repartiment
- Arnold Schwarzenegger: Hèrcules
- Arnold Stang: Pretzie
- Merwin Goldsmith: Maxie
- Rudy Bond: el capità del vaixell
- Deborah Loomis: Helen Camden
- Taina Elg: Nemesis
- Michael Lipton: Pluto
- James Karen: el professor Camden
- Ernest Greus: Zeus
- Tony Carroll: Monstro
- Tina Elg: Nemesis

## Al voltant de la pel·lícula
En un article seguint la carrera d'Arnold Schwarzenegger i aparegut en el Mad Movies 216 de febrer 2009, Marc Toullec evocava Hèrcules es torna boig en aquests termes: « Schwarzenegger no podia inaugurar la seva carrera de pitjor manera que amb Hèrcules es torna boig. 
Schwarzenegger no es fa gaire ric negociant 1.000 dòlars per setmana de rodatge. L'actor novell obté finalment 12.000 bitllets verds. « Tot just havia arribat als Estats Units que rodava la pel·lícula » menciona en les escasses entrevistes on torna sobre aquest bateig del foc, que deu al seu agent de l'època, Joe Weider. « En busca d'un Senyor Múscul, els productors d'Hèrcules m'han demanat si Arnold sabia actuar » recorda aquest últim. « He respost: Segur! És fins i tot un actor de Shakespeare al Regne Unit ! Han caigut en la trampa ». « No parlava anglès » confessa el novell. « No comprenia la meitat del que deia » afegeix. El seu accent germànic és tan pronunciat que el productor i el director es veuen obligats a doblar-lo. El seu nom també és un problema, el reemplacen per Arnold Strong. Aquest esdevé doncs el protagonista d'un Hercules Goes Bananas, broma confidencial que refà oportunament alguns anys més tard amb el títol més seriós de Hercules in New York. Arnold Schwarzenegger intentarà comprar el negatiu. En va.